# Китцинген
 Тази статия е за града в Германия.  За окръга вижте Китцинген (окръг).  
Китцинген (на немски: Kitzingen) е град в Долна Франкония в Бавария, Германия, с 20 756 жители (към 31 декември 2015).
Намира се на брега на Майн и на 20 km от Вюрцбург. Основан е през 745 г.